# Saint-Pierre-de-Manneville
Saint-Pierre-de-Manneville és un municipi francès situat al departament del Sena Marítim i a la regió de Normandia. L'any 2007 tenia 718 habitants.

## Demografia

### Població
El 2007 la població de fet de Saint-Pierre-de-Manneville era de 718 persones. Hi havia 261 famílies de les quals 44 eren unipersonals (20 homes vivint sols i 24 dones vivint soles), 91 parelles sense fills, 118 parelles amb fills i 8 famílies monoparentals amb fills.
La població ha evolucionat segons el següent gràfic:
Habitants censats

### Habitatges
El 2007 hi havia 290 habitatges, 267 eren l'habitatge principal de la família, 12 eren segones residències i 10 estaven desocupats. Tots els 290 habitatges eren cases. Dels 267 habitatges principals, 229 estaven ocupats pels seus propietaris, 34 estaven llogats i ocupats pels llogaters i 5 estaven cedits a títol gratuït; 1 tenia dues cambres, 21 en tenien tres, 73 en tenien quatre i 173 en tenien cinc o més. 219 habitatges disposaven pel capbaix d'una plaça de pàrquing. A 107 habitatges hi havia un automòbil i a 149 n'hi havia dos o més.

### Piràmide de població
La piràmide de població per edats i sexe el 2009 era:
| Homes | Edats   | Dones |
| ----- | ------- | ----- |
| 0     | 95 o +  | 0     |
| 0     | 90 a 94 | 0     |
| 0     | 85 a 89 | 0     |
| 8     | 80 a 84 | 8     |
| 8     | 75 a 79 | 4     |
| 16    | 70 a 74 | 12    |
| 12    | 65 a 69 | 8     |
| 16    | 60 a 64 | 24    |
| 8     | 55 a 59 | 20    |
| 24    | 50 a 54 | 28    |
| 48    | 45 a 49 | 48    |
| 32    | 40 a 44 | 16    |
| 44    | 35 a 39 | 32    |
| 16    | 30 a 34 | 44    |
| 20    | 25 a 29 | 12    |
| 20    | 20 a 24 | 16    |
| 20    | 15 a 19 | 32    |
| 12    | 10 a 14 | 20    |
| 24    | 5 a 9   | 40    |
| 32    | 0 a 4   | 24    |

## Economia
El 2007 la població en edat de treballar era de 492 persones, 369 eren actives i 123 eren inactives. De les 369 persones actives 342 estaven ocupades (178 homes i 164 dones) i 27 estaven aturades (14 homes i 13 dones). De les 123 persones inactives 42 estaven jubilades, 52 estaven estudiant i 29 estaven classificades com a «altres inactius».

### Ingressos
El 2009 a Saint-Pierre-de-Manneville hi havia 281 unitats fiscals que integraven 745,5 persones, la mediana anual d'ingressos fiscals per persona era de 22.320 €.

### Activitats econòmiques
Dels 12 establiments que hi havia el 2007, 1 era d'una empresa alimentària, 1 d'una empresa de fabricació d'altres productes industrials, 2 d'empreses de construcció, 2 d'empreses de comerç i reparació d'automòbils, 1 d'una empresa de transport, 1 d'una empresa de serveis i 4 d'entitats de l'administració pública.
Dels 2 establiments de servei als particulars que hi havia el 2009, 1 era una fusteria i 1 electricista.
L'any 2000 a Saint-Pierre-de-Manneville hi havia 14 explotacions agrícoles que ocupaven un total de 448 hectàrees.

## Equipaments sanitaris i escolars
El 2009 hi havia una escola elemental.

## Poblacions més properes
El següent diagrama mostra les poblacions més properes.